# Cleistocactus dependens
Cleistocactus clavispinus ist eine Pflanzenart in der Gattung Cleistocactus aus der Familie der Kakteengewächse (Cactaceae). Das Artepitheton dependens stammt aus dem Lateinischen, bedeutet ‚hängend‘ und verweist auf die Wuchsform der Art.

## Beschreibung
Cleistocactus dependens wächst strauchig mit zahlreichen, ausgespreizten oder hängenden, trübgrünen, segmentierten Trieben, die zur Spitze hin etwas verjüngt sind und Durchmesser von 3 bis 4 Zentimetern aufweisen. Es sind 10 bis 12 gerundete Rippen vorhanden, die deutlich quer gefurcht sind. Die darauf befindlichen Areolen stehen 1,1 bis 1,5 Zentimeter voneinander entfernt. Von den 3 bis 4 abstehenden Mitteldornen ist einer abwärts gerichtet. Sie sind grau mit einer schwarzen Spitze und 1 bis 1,5 Zentimeter lang. Die 8 bis 13 feinen, nadeligen, ausgebreiteten Randdornen sind rötlich grau und 2 bis 3 Millimeter lang.
Die geraden, radiärsymmetrischen Blüten sind 4 bis 4,5 Zentimeter lang und weisen Durchmesser von bis 7 Millimetern auf. Die Blütenröhre ist erdbeerrot und mit Schuppen mit einigen weißen Haaren besetzt. Die grünlich bis weißlich grünen Blütenhüllblätter sind kaum ausgebreitet. Die kugelförmigen, rötlichmagentafarbenen Früchte erreichen Durchmesser von bis 1,4 Zentimetern.

## Verbreitung und Systematik
Cleistocactus dependens ist im bolivianischen Departamento Santa Cruz in der Provinz Florida auf feuchten, felsigen Hängen in Höhenlagen von 1400 Metern verbreitet.
Die Erstbeschreibung erfolgte 1952 durch Martín Cárdenas. Ein nomenklatorisches Synonym ist Seticleistocactus dependens (Cárdenas) Backeb. (1966).
Cleistocactus dependens ist möglicherweise ein Synonym von Cleistocactus candelilla.

## Nachweise